# Gordon Scott
Gordon Scott (n. 3 august 1926, Portland, Oregon, SUA – d. 30 aprilie 2007, Baltimore, America Britanică⁠(d), Regatul Marii Britanii) a fost un actor de film și de televiziune american cel mai cunoscut pentru portretizarea lui Tarzan în cinci filme.

## Filmografie

### Filme cu Tarzan
| An   | Titlu                       | Role   |
| ---- | --------------------------- | ------ |
| 1955 | Tarzan's Hidden Jungle      | Tarzan |
| 1957 | Tarzan and the Lost Safari  | Tarzan |
| 1958 | Tarzan's Fight for Life     | Tarzan |
| 1958 | Tarzan and the Trappers     | Tarzan |
| 1959 | Tarzan's Greatest Adventure | Tarzan |
| 1960 | Tarzan the Magnificent      | Tarzan |

### Alte roluri
| An   | Titlu                                                                                       | Gen                   | Rol                                 | Note              |
| ---- | ------------------------------------------------------------------------------------------- | --------------------- | ----------------------------------- | ----------------- |
| 1961 | Maciste contro il vampiro                                                                   | Peplum                | Maciste / Samson                    |                   |
| 1961 | Samson and the Seven Miracles of the World (cunoscut și ca Maciste alla corte del Gran Khan | sword and sandal      | Maciste                             |                   |
| 1961 | Duel of the Titans (cunoscut și ca Romolo e Remo)                                           | sword and sandal      | Remus                               |                   |
| 1962 | Kerim, Son of the Sheik                                                                     | adventure film        | Kerim                               |                   |
| 1962 | Gladiator of Rome (cunoscut și ca Il gladiatore di Roma)                                    | adventure film        | Marcus                              |                   |
| 1962 | A Queen for Caesar (cunoscut și ca Una regina per Cesare)                                   | historical drama film | Julius Caesar                       |                   |
| 1963 | Zorro and the Three Musketeers                                                              | swashbuckler          | Zorro                               |                   |
| 1963 | The Shortest Day                                                                            | Comedy film           | Soldato                             | Nemenționat       |
| 1963 | L'eroe di Babilonia                                                                         | adventure film        | Nippur                              |                   |
| 1963 | Goliath and the Rebel Slave                                                                 | Peplum                | Goliath / Gordian                   |                   |
| 1963 | The Lion of St. Mark                                                                        | adventure film        | Manrico Venier                      |                   |
| 1963 | Hercules Against Moloch (cunoscut și ca The Conquest of Mycene)                             | sword and sandal      | Glaucus ('Hercules')                |                   |
| 1964 | Coriolanus: Hero without a Country                                                          | film istoric dramatic | Coriolanus                          |                   |
| 1964 | Hero of Rome (cunoscut și ca Il colosso di Roma)                                            | historical drama film | Gaius Mucius Scaevola               |                   |
| 1964 | Karim ibn el sheikh                                                                         |                       | Karim                               |                   |
| 1964 | Buffalo Bill, Hero of the Far West (cunoscut și ca Buffalo Bill, l'eroe del far wes)        | spaghetti western     | Colonel William "Buffalo Bill" Cody |                   |
| 1965 | Hercules and the Princess of Troy                                                           | fantasy film          | Hercules                            | Pilot TV          |
| 1965 | The Tramplers (cunoscut și ca Gli uomini dal passo pesante)                                 | spaghetti western     | Lon Cordeen                         |                   |
| 1967 | Danger!! Death Ray                                                                          | spy film              | Bart Fargo                          |                   |
| 1967 | Top Secret                                                                                  | Eurospy film          | John Sutton                         | (ultimul său rol) |